# Campus Científico y Tecnológico de la Energía y el Medio Ambiente
El Campus Científico y Tecnológico de la Energía y el Medio Ambiente (CyTEMA) es un campus de la Universidad de Castilla-La Mancha especializado en energía y medio ambiente con sede en la ciudad española de Albacete.
Fue reconocido como Campus de Excelencia Internacional en 2011 por el Ministerio de Educación, Cultura y Deporte. Cuenta con 16 institutos de investigación adscritos y más de 450 investigadores.
El campus cuenta con la colaboración de las universidades París-Est Créteil de Francia, Abdelmalek Essâadi de Marruecos y de Emiratos Árabes Unidos, las empresas Indra y Solaria y del Centro Nacional del Hidrógeno, el Instituto de Sistemas Fotovoltaicos de Concentración y el Parque Científico y Tecnológico de Castilla-La Mancha.